# Jeanne Darm
Jeanne Darm is het 37ste stripverhaal van De Kiekeboes. De reeks wordt getekend door striptekenaar Merho. Het album verscheen in 1987.

## Verhaal
Jeanne Darm promoveert van toiletjuffrouw tot president van de republiek Paranoia. Kiekeboe had haar 2 dagen voor haar terugkeer naar haar geboorte-eiland onbewust gered van een ontvoering. De frisdrankgigant "Dromedaris" steunt haar beleid, in ruil voor het inpalmen van het marktsegment. Fanny staat als model op de affiches van "Dromedaris", terwijl Charlotte werkt als interim bij de concurrent "Kameel". Zowel "Kameel" als "Dromedaris" willen hun merk op de markt brengen in Paranoia (parodie op de strijd van de 2 wereldwijdverspreidde colamerken ter wereld: Coca-Cola vs. Pepsi). Uiteindelijk komt de baas van "Kameel" (Nick Nack) te weten dat de dochter van Charlotte poseert voor de reclamecampagne van "Dromedaris". Charlotte wil niet ontslagen wordt en zegt dat haar man de president van Paranoia persoonlijk kent, zodat een verovering van de markt veel gemakkelijker zou kunnen verlopen.
Aldus wordt Kiekeboe naar Paranoia gestuurd, maar zijn poging Jeanne Darm te overtuigen mislukt. Als hij weer in de luchthaven wacht op zijn retourvlucht, komt Fanny op het eiland aan. Ze worden allebei ontvoerd door dezelfde mannen die ook Jeanne probeerden uit te schakelen aan het begin van het verhaal. De mannen blijken te werken voor Filippe Espadril, de ex-dictator van het eiland, die weer aan de macht wil komen. Hij is van plan om Jeanne te doden met een bomaanslag tijdens de openingsceremonie rond haar Toiletmuseum. Kiekeboe en Fanny weten echter te ontsnappen en iedereen uit het gebouw te evacueren. Toch ontploft de boel omdat een van de lijfwachten dringend naar het toilet wilde en niet wist dat de bom daarin verborgen zat. Uiteindelijk mag Charlotte weer op vrije voeten, al slaagt "Kameel", net als "Dromedaris" er niet in om de markt op Paranoia te veroveren.